# Alain Nogues
Pour les articles homonymes, voir Nogues.
Alain Nogues (né le 21 mars 1948 à Caulnes, en Bretagne) est un coureur cycliste professionnel français.

## Biographie
Alain Nogues est professionnel en 1973 et 1974 dans les équipes Gitane-Frigécrème puis Sonolor-Gitane, avec lesquelles il dispute le Tour de France, notamment auprès de Joop Zoetemelk et Lucien Van Impe. 
Après sa carrière professionnelle, il continue les compétitions en amateurs, remportant de nombreux succès en Bretagne.

## Palmarès
- Amateur
  - 1969-1971 : 31 victoires
- 1969
  - Une étape du Tour de Tarragone
  - 3e du Tour de Tarragone
- 1970
  - Tour du Loir-et-Cher
  - Circuit des Trois Provinces
  - 2e de la Ronde mayennaise
  - 3e du Ruban granitier breton
  - 3e du Triomphe breton
- 1971
  - 2e de la Flèche d'Armor
  - 3e du Prix de la Saint-Laurent
- 1972
  -  Champion de Bretagne sur route
  - Manche-Atlantique
  - 3e étape du Ruban granitier breton (contre-la-montre)
  - 3e étape du Circuit de Bretagne-Sud
  - Circuit des Deux Provinces
  - Tour des Vosges
  - 3e du Ruban granitier breton
- 1974
  - 2e du Circuit de l'Indre
- 1975
  - Grand Prix de Fougères
- 1976
  - 2e du Grand Prix Gilbert-Bousquet
- 1978
  - 2e de Manche-Atlantique
  - 2e de Paris-Évreux
  - 2e du Circuit du Morbihan
  - 3e de la Flèche finistérienne
- 1979
  - 1re étape du Circuit de Bretagne-Sud
- 1980
  - 3e étape des Trois Jours de Vendée

## Résultats sur les grands tours

### Tour de France
2 participations
- 1973 : 63e
- 1974 : 64e